# Хітджівіруе Каанджука
Хітджівіруе Каанджука (англ. Hitjivirue Kaanjuka; нар. 29 грудня 1987) — намібійський спринтер, який спеціалізується на бігу на 200 метрів. 
На Африканському чемпіонаті 2008 посів п'яте місце в 100 метрах і сьоме у 200 метрах. Він також змагався на Чемпіонаті Світу 2007 року.
Знаменним моментом у його кар'єрі настав, коли взявши срібну медаль у 4 × 100 метрів реле на Африканських іграх 2015, яку здобув разом з товаришами по команді: Евен Тджівіджу, Дантаго Гуріаб і Джессе Уріхоб. Їх час 39.22 секунди є намібійським рекордом.